# Ragionamenti
Ragionamenti è stata una rivista bimestrale di carattere culturale e politico, nata nel settembre-ottobre 1955 a Milano e diretta da Armanda Giambrocono Guiducci. La sua pubblicazione si protrasse fino al 1957.

## Panoramica
Il periodico rappresenta il complesso pensiero e le lacerazioni del processo di revisione di analisi critica del marxismo che negli anni cinquanta viene portato avanti da un gruppo di intellettuali marxisti.
La rivista, che è molto attenta ai contributi di diverse discipline, dalla linguistica all'economia, si compone di un comitato di redazione,  composto, dal n.7, da Luciano Amodio, Franco Fortini, Roberto Guiducci, ai quali si aggiungeranno, dal n.9, Franco Momigliano e Alessandro Pizzorno.
Il periodico, dal punto di vista culturale, si caratterizza per lo sforzo di sprovincializzare la cultura italiana aprendosi alla filosofia di Adorno, alla linguistica, alla riscoperta del Lukács di Storia e coscienza di classe con la pubblicazione di diverso materiale bibliografico e tenendo un costante collegamento con la rivista francese Arguments.
Dal punto di vista politico, la rivista si pone la questione della necessità di trovare nuovi strumenti teorici per poter superare l'inadeguatezza dell'apparato culturale dei partiti di sinistra.
La rivista è stata rifondata nel 1974 ed è attualmente diretta da Giuseppe Averardi.